# Грачев Олег Олексійович
Грачев Олег Олексійович (також Грачов, * 27 серпня 1950, м. Берестя, Білорусь) український учений, політик та громадський діяч, народний депутат України (1998–2006), академік Міжнародної слов'янської академії наук.

## Біографія
Народився в сім'ї офіцера-фронтовика. 

### Освіта
Закінчив Брестський інженерно-будівельний інститут (1972), працював у ньому асистентом кафедр опору матеріалів і теоретичної механіки, будівельної механіки та будівельних конструкцій.

### Кар'єра
З 1977 р. мешкає в Києві. Закінчив аспірантуру Інституту механіки Академії наук УРСР, кандидат технічних наук (1984). Працював у названому інституті науковим співробітником, а потім — старшим науковим співробітником Інституту математики АН УРСР. 
З 1998 р. — завідувач відділу проблем діяльності та стратегії розвитку НАН України Центру досліджень науково-технічного потенціалу та історії науки імені Г. М. Доброва НАН України.

## Політична діяльність
З 1998 по 2006 роки — народний депутат України 3-го та 4-го скликань від Комуністичної партії України, перший заступник голови Комітету у закордонних справах Верховної Ради України, тривалий час виконував обов'язки голови цього Комітету, очолював депутатську групу Верховної Ради України з міжпарламентських зв'язків з Республікою Білорусь, був керівником депутатської групи Верховної Ради України зі сприяння врегулюванню придністровського конфлікту.

## Наукова діяльність
Науково-інженерні дослідження О. О. Грачева присвячено вивченню оболонкових конструкцій з урахуванням дискретного розміщення підкріплюючих елементів, дослідженню їх напружено-деформованого стану та стійкості при статичних і динамічних навантаженнях, розвитку коливальних процесів. Розроблено методики розрахунку та визначення оптимальних параметрів обшивок і ребер при визначених навантаженнях та різних матеріалах. Теоретичні розробки супроводжувалися експериментальними дослідженнями та впроваджувалися в оборонну, авіаційну, суднобудівельну, нафтопереробну промисловість, загальне машинобудування, будівництво. Зокрема, результати його досліджень використовувалися при проектуванні літальних апаратів в конструкторському бюро «Південне».
Під керівництвом О. О. Грачева проведено дослідження з актуальних напрямів наукознавства: «Наукометричний аналіз стану наукової системи України» (2000–2004), «Узагальнення та систематизація результатів досліджень, отриманих в НАН України з ряду пріоритетних міждисциплінарних наукових напрямів» (2005–2009), «Дослідження проблем трансформації наукового потенціалу НАН України з урахуванням кризових явищ в економіці України».

## Творчий здобуток
О. О. Грачев є одним з авторів концепції зовнішньоекономічної діяльності України, співавтором монографій «Устойчивость ребристих оболочек вращения» (1987), «Академія наук України» (1993), «Національна академія наук України: проблеми розвитку та входження в Європейський науковий простір» (2007), автором близько 200 статей.

## Нагороди
Нагороджений Почесною грамотою Верховної Ради України.